# Saint-Ouen-sur-Seine

Saint-Ouen en la Petite Couronne.

 Saint-Ouen-sur-Seine, llamada hasta 2018 Saint-Ouen, es una comuna de Francia, en la región de Isla de Francia, departamento de Sena-San Denis, en el distrito de Saint-Denis. La comuna comprende todo el cantón homónimo, así como parte del de Saint-Denis Sur. Se encuentra situado en los suburbios del norte de París, a 6,6 kilómetros del centro de la capital francesa.

## Deportes
Red Star FC es el club de fútbol local y participa actualmente en el Championnat National, la tercera división del fútbol francés, pero a partir de la temporada 2024-25, competirá en la Ligue 2 tras haber ascendido. Sus partidos de local los juega en el Stade Bauer que posee un aforo de 10.000 espectadores.

## Demografía
| 845 | 602 | 649 | 612 | 1 196 | 983 | 1 316 | 1 507 | 2 262 | 3 294 | 5 804 | 8 091 | 11 255 | 17 718 | 21 404 | 25 969 | 30 715 | 35 436 | 37 866 | 41 904 | 50 848 | 52 467 | 53 146 | 51 106 | 45 465 | 48 112 | 51 956 | 48 886 | 43 588 | 43 606 | 42 343 | 39 722 | 43 954 |
| Para los censos de 1962 a 1999 la población legal corresponde a la población sin duplicidades (Fuente: INSEE [Consultar]) |     |     |     |       |     |       |       |       |       |       |       |        |        |        |        |        |        |        |        |        |        |        |        |        |        |        |        |        |        |        |        |        |

Forma parte de la aglomeración urbana parisina.